# Орикти
Орикти (каз. Өрікті, до 2010 г. — Красный Восток) — село в Енбекшиказахском районе Алматинской области Казахстана. Входит в состав Рахатского сельского округа. Код КАТО — 194073300.

## Население
В 1999 году население села составляло 2324 человека (1154 мужчины и 1170 женщин). По данным переписи 2009 года, в селе проживало 6735 человек (3390 мужчин и 3345 женщин).